# Michael Boxall
Michael Joseph Boxall (Auckland, 1988. augusztus 18. –) új-zélandi válogatott labdarúgó, az amerikai Minnesota United hátvéde és csapatkapitánya.
Bekerült a 2007-es U20-as labdarúgó-világbajnokságon, a 2008-as nyári olimpián, a 2012-es és a 2016-os OFC-nemzetek kupáján, valamint a 2017-es konföderációs kupán részt vevő keretbe.

## Statisztika
| Válogatott | Szezon   | Mérkőzés | Gól |
| ---------- | -------- | -------- | --- |
| Új-Zéland  | 2011     | 3        | 0   |
| Új-Zéland  | 2012     | 4        | 0   |
| Új-Zéland  | 2013     | 0        | 0   |
| Új-Zéland  | 2014     | 4        | 0   |
| Új-Zéland  | 2015     | 3        | 0   |
| Új-Zéland  | 2016     | 6        | 0   |
| Új-Zéland  | 2017     | 11       | 0   |
| Új-Zéland  | 2018     | 1        | 0   |
| Új-Zéland  | 2019     | 1        | 0   |
| Új-Zéland  | 2020     | 0        | 0   |
| Új-Zéland  | 2021     | 3        | 0   |
| Új-Zéland  | 2022     | 0        | 0   |
| Összesen   | Összesen | 36       | 0   |

## Sikerei, díjai

### Klub
- Auckland City
  - Új-zélandi bajnok: 2006–07

- SuperSport United
  - Dél-afrikai kupa: 2016, 2017

### Válogatott
- Új-Zéland
  - OFC-nemzetek kupája: 2016